# Кумбыш
Кумбыш — река в Холмогорском районе Архангельской области, левый приток реки Большая Чача (бассейн Северной Двины). Длина реки — 14 км.
Кумбыш вытекает из озера Кумбыш, находящегося на юге Холмогорского района Архангельской области. Высота истока Кумбыша равна 34,8 метра над уровнем моря. Ширина реки на всём её протяжении примерно равна 5 м. Река течёт по лесной ненаселённой местности, около болота Великое.